# Daniel Dollfus-Ausset
Daniel Dollfus-Ausset, född 1797 i Mulhouse, död där 21 juli 1870, var en fransk (elsassisk) industrialist och geolog.
Han var verksam inom textilindustrin i familjeföretaget Dollfus-Mieg & Compagnie i Mulhouse, där han särskilt ägnade sig åt produktionens tekniska sida och införde flera förbättringar inom färgtryckeriet. Inom geologin företog han undersökningar av lösa avlagringar, men blev främst känd som glaciärforskare och publicerade inom detta område det monumentala arbetet Matériaux pour l'étude des glaciers (en rad volymer, 1864-73).